# Micronema moorei
Micronema moorei är en fiskart som först beskrevs av Smith, 1945.  Micronema moorei ingår i släktet Micronema och familjen malfiskar. Inga underarter finns listade i Catalogue of Life.